# Чезе (Казерта)
Чезе је насеље у Италији у округу Казерта, региону Кампанија.
Према процени из 2011. у насељу је живело 386 становника. Насеље се налази на надморској висини од 588 м.